# Eudule retroacta
Eudule retroacta là một loài bướm đêm trong họ Geometridae.